# フォーカスグループ
フォーカスグループ（英: Focus group）とは、定性的研究の一種であり、ある製品/サービス/コンセプト/宣伝/アイデア/パッケージについて人間の集団に考えを質問する手法としてマーケティングリサーチで使われる。グループ対話形式で自由に発言してもらう。

## 概要
フォーカスグループはマーケティングの重要なツールであり、新製品について素早くフィードバックを集めたり、様々な話題について情報を収集するのに使われる。特に発売前の新製品について市場の反応を予測するのに使われる。
社会科学や都市計画では、1対1のインタビューよりもフォーカスグループの方がより自然な意見を収集できるという利点がある。参与観察と組合わせて、調査場所を選択することで様々な文化的・社会的集団へのアクセスを可能とし、思わぬ問題提起をもたらすことがある。フォーカスグループの考え方は単純で理解しやすいので、その結果も役立てやすい（信用されやすい）。また、費用もそれほどかからず、結果も素早く得ることができ、標本数が不足していると思われる場合は別のグループを集めればよい。
しかし、フォーカスグループにも問題はある。1対1のインタビューよりも議論の行方を制御できないため、主題とは無関係の話題で時間を浪費する可能性がある。議論はグループ内の他のメンバーの発言への反応の繰り返しであり、データとして定量的な分析が困難である。立会人や司会役は特別な訓練が必要であり、グループを集めるのは（調査したい市場によっては）困難な場合もある。また、フォーカスグループとして集める人数は母集団を代表する標本数としては少なすぎる。従って、フォーカスグループで得られた意見は全体を代表するものとは受け取れない。この点が世論調査とは異なる。
フォーカスグループなどの定性的研究の基本的問題は observer dependency（立会人依存）と言われる問題である。つまり、調査する側が調査結果に影響を与えてしまい、妥当性に疑問が生じることを言う。これは、ヴェルナー・ハイゼンベルクの不確定性原理と似ている。ハイゼンベルクは「我々が観察しているのは自然そのものではなく、我々の探求方法に映し出された自然の姿だ」と言った。実際、フォーカスグループの調査手法の設計は得られる回答に影響する（例えば、誰に回答させるか、どういう表現で質問するか、どんな場所で行うか、など）。そういった意味でフォーカスグループでは調査する側も参加者に含まれ、分析を行うときにそれを考慮しなければならない。

## 本来のフォーカスグループ
本来のフォーカスグループでは、回答者を選別した上で同じ部屋に集める。選別は対象としている市場に含まれる人を集めるために行われ、その集団が対象の市場セグメントの一部を代表することになる。通常、6人から10人程度が集められ、1時間から2時間行われる。司会役が提示された製品やサービスについての議論を誘導する。議論は特に構成が決まっていないので、司会役は大幅に脱線しないかぎり自由に参加者に発言させる。司会役には予め目的一覧や概要などが渡されている。司会役は事前に用意されたいくつかの質問をグループに投げかけるだけということが多い。その質問で（特に結論を求めない）議論が開始される。
フォーカスグループ実施を依頼したクライアント企業の関係者は、例えばハーフミラーなどの後ろからその議論の様子を観察する。参加者からは見えない。通常、ビデオカメラで録画しておき、その場に行けなかった関係者が後で見ることができるようにする。そのビデオテープから文章に起こすこともできる。参加者の母国語が依頼者の知らない言語である場合、同時通訳を使うこともある。
調査する側は単に声に出された単語だけでなく、様々な観点で観察を行う。表情やボディランゲージ、グループ内の人間関係などである。司会役は直接的に質問することもあるし、様々な投影法、自由連想法、物語的話法や役割演技などの技法を駆使することもある。フォーカスグループは、何らかの概念やプロトタイプや広告などの刺激に対する反応を収集するために行われることもある。
また、回答者がグループでの議論に圧力を感じて、結果が意味のないものになってしまう可能性もしばしば指摘される。司会役が十分に訓練されていれば、その可能性はないとする者もいる。集団思考の弊害もあるが、マーケティングや社会学者はフォーカスグループの集団力学が思考の新しい流れを生む利点を重視する。

## 分類
フォーカスグループの変種として、以下のような手法がある。
- 双方向フォーカスグループ - 1つのフォーカスグループが別のフォーカスグループの議論を観察し、それについてさらに議論する。
- 2人の司会役がいるフォーカスグループ - 1人は議論の進展を促し、もう1人は話題にすべきことが全て議論に上がるようにする。
- 対立する司会役がいるフォーカスグループ - 2人の司会役がテーマについてそれぞれ反対の立場で議論を進めていく。
- 参加者司会型フォーカスグループ - 参加者（の一部）に司会役をやってもらう。
- クライアント参加型フォーカスグループ - クライアントが議論に参加する。素性を隠す場合と隠さない場合がある。
- 小規模フォーカスグループ - 4、5人のグループで議論する。
- 電話会議型フォーカスグループ - 電話を利用した手法。
- オンライン・フォーカスグループ - コンピュータやインターネットを利用した手法。

本来のフォーカスグループは、他の古くからあるマーケティングリサーチ手法よりも安価で正確な情報が得られるとされる。しかし、費用を増大させる可能性もある。製品を広範囲に発売する予定である場合、フォーカスグループ参加者は地理的に離れた各地から選ぶ必要がある（地理的偏りの影響を排除するため）。当然、旅費や宿泊費がかかることになる。そのような場合、開催場所がクライアントにとって不便な場所となる可能性もある。
フォーカスグループの利用は時と共に広がりつつある。

## オンライン・フォーカスグループ
インターネットのような大規模コンピュータネットワークの登場で、参加者を電子的にリンクすることが可能となった。画像などのデータを共有しつつ、コンピュータ画面に向かって感想や意見を入力するのである。この方法であれば遠隔にいる参加者も旅費などを気にせずに集められる。（言語の問題を度外視すれば）世界中から参加者を集めることもでき、しかも費用の問題もない。オンライン・フォーカスグループでも、通常と同様 8 人から 10 人の参加者で議論させるのが一般的である。
当然ながら、参加者に気づかれずに観察できる方法も用意され、クライアントはそれを使って観察する。この場合、クライアントや調査会社が司会役に指示してリアルタイムで追加の質問をすることもできる。ただし、表情やボディランゲージといった要素がないぶんだけ、得られる情報量は少なくなる。
オンライン・フォーカスグループは、ターゲット市場に合う参加者をネットワーク上で探すため、従来よりも参加者を集めるのが容易である。